# The Wayans Bros.
The Wayans Bros. é uma comédia de situação que foi ao ar a partir de Janeiro de 1995 a Maio de 1999, na The WB. A série é estrelada pelos irmãos na vida real Shawn e Marlon Wayans. Ambos os irmãos foram já bem conhecidos da esquete show de comédia In Living Color que foi ao ar entre 1990-1994 na Fox. A série também foi estrelada por John Witherspoon e Anna Maria Horsford (2ª temporada em diante).
No Brasil, após ser anunciada sua estreia em 2012, o SBT começou a sua exibição foi entre 2 de dezembro de 2013 a 30 de janeiro de 2014, ás 19h20.
Foi  exibida novamente pelo SBT entre 24 de agosto a 28 de novembro de 2015, de segunda a sexta às 14h00 e aos sábados às 13h30, substituindo A Família Hathaways, e sendo substituída pela sétima reprise da novela Maria do Bairro. Em 17 de outubro de 2015, passou a ser exibida apenas aos sábados a partir das 13h15 até 16 de abril de 2016, sendo substituída definitivamente pela série Kenan e Kel.

## Enredo
Shawn e Marlon Williams (Shawn Wayans e Marlon Wayans) são dois irmãos que vivem em um apartamento na rua 126, no Harlem. Shawn é dono de uma banca de jornal no fictício prédio Neidermeyer onde ele e seu irmão Marlon trabalham em uma base diária. No mesmo edifício, seu pai John "Pops" Williams (John Witherspoon) é dono de uma lanchonete e Dee Baxter (Anna Maria Horsford, 2ª temporada em diante) funciona como uma guarda de segurança.

## Elenco

### Elenco principal
- Shawn Wayans - Shawn Williams
- Marlon Wayans - Marlon Williams
- John Witherspoon - John "Pops" Williams
- Anna Maria Horsford - Deirdre "Dee" Baxter (2 ª temporada em diante)
- Lela Rochon - Lisa Saunders (1ª temporada)
- Paula Jai Parker - Monique (2ª temporada, episódios 1–11)
- Jill Tasker - Lou Malino (2ª temporada, episódios 1–7)

### Elenco recorrente
- Phill Lewis - Thelonious "T.C." Capricornio (2 ª temporada em diante)
- Ja'net Dubois - Vovó Ellington (1996–1998)
- Jermaine 'Huggy' Hopkins - Dupree (1996–1998)
- Jeremy Hittel - Lavador de carros (1996–1999)
- Lance Amols - Doc (1997–1999)
- Mitch Mullany - White Mike (6 episódios)

### Dublagem
- Marlon Williams - Jorge Lucas
- Shawn Williams - Duda Ribeiro
- John "Pops" Williams - Márcio Simões
- Dee - Isabel Lira
- Lisa - Priscila Amorim
- T.C. - Marcelo Garcia
- Monique - Márcia Morelli
- Lou - Miriam Ficher

## Lista de episódios
| Temporada | Temporada | Episódios | Exibição original      | Exibição original  |
| Temporada | Temporada | Episódios | Estreia da temporada   | Final da temporada |
| --------- | --------- | --------- | ---------------------- | ------------------ |
|           | 1         | 13        | 11 de janeiro de 1995  | 24 de maio de 1995 |
|           | 2         | 22        | 6 de setembro de 1995  | 15 de maio de 1996 |
|           | 3         | 22        | 4 de setembro de 1996  | 14 de maio de 1997 |
|           | 4         | 22        | 17 de setembro de 1997 | 20 de maio de 1998 |
|           | 5         | 22        | 17 de setembro de 1998 | 20 de maio de 1999 |